# Tann (Baviera)
Tann è un comune tedesco di 3 937 abitanti, situato nel land della Baviera.